# Ту (річка)
Ту — річка, розташована на північний захід за 30 км від м. Туапсе. Бере початок на південному схилі гори Остра (висота 715 метрів) і гори Нижній Пікет (висота 704 метри), за 3 км на схід від аулу Псебе. Впадає в море у селища Ольгінка. Довжина річки 22 км, площа водозбору 70 км².
Має декілька приток. Найбільша — річка Кабан. У пониззі Ту має широку заплаву, де розташовані здравниці.
Ущелина і притоки річки мальовничі. Схили долин покриті змішаним лісом, багато яблуневих і фундучних садів. У лісах повно грибів, ожини, каштанів, волоських горіхів, фундука і кизилу. Величезне враження залишають походи в урочище Ськипп, розташоване за 3 км від селища, на північ між річкою Ту і притокою Сатанок.